# 剛万太郎
剛万太郎（ごう まんたろう）は、横内なおきの漫画『サイボーグクロちゃん』または、そのアニメに登場する架空の科学者。声は古澤徹が担当。

## 概要
ロボット工学を得意とする自称「天才科学者」。クロをサイボーグにした張本人。ミーくんと非常に仲が良く共に行動している。通称はドクター剛、あるいは剛ハカセ 。「剛」の読み方はカタカナで「ゴー」、コミックス6巻以降はひらがなで「ごう」。クロや天童からは「剛」と呼び捨てにされ、ミーくんには「剛くん」と呼ばれている。一人称は普段が「ワシ」（初登場時は「ワタシ」）で、ミーくんと話すときや若い頃は「僕」。怒った時や若いときは「俺」も使っている。
許せないものは「ふとったネコ」と「切りそこなったタクアン」。年齢不詳であるが、劇中では「おやじ」「おっさん」と呼ばれている。第1話のみ、顔が現在と全く違う。デザインが固定されるのは第3話以降である。
当初は世界征服をたくらむ悪の科学者にしてクロの宿敵として描かれていて、クロとの決着に執着していたが、中盤以降はクロや周りの人間の暖かさにふれて悪事を行うことは無くなり、悠々自適の生活を送るだけのスローライファーとなった。
不法投棄されたスクラップから、自立思考を持ったロボットはもちろん、巨大な戦闘ロボ、飛行ロボ、さらには生物の魂を吸い出してしまう装置を作成するなど、マッドサイエンティスト的な性質があるとはいえ、その科学力は自称の通り「天才」と呼んで良い領域にある。
ミーくんとは親友を通り越して夫婦と呼ばれるのような深い絆で結ばれている関係だが、ミーくんからはしばしば攻撃を受ける。だが逆に本人は、誤ってミーくんを傷つけてしまったとき、自分にやり返してくれと言って悔いるほどミーくんを慕っている。
当初は髪が普通にあった（若い頃はさらにフサフサしている）が、ストーリーが進むにつれて髪が少なくなり、威厳も薄くなっている。さらには存在感にも陰りがあり、後半は何かにつけてはいじめられていた。また、人間としてはかなりおかしい体型をしており、天童には「卵男」と呼ばれている。実際後半はほとんど卵のような円形の体型になり、目付きも丸くなる。番外バトルでは水球のボールにされ、さらにはチエ子にも小馬鹿にされている。ただし数々の発明品を駆使してクロやミーを助けているのもまた事実であり、これによりたびたび仲間のピンチを救っている。
性根は基本的に悪党（決して「悪人」ではない）なため、度々クロにちょっかいを出したり厄介事を運んできては面倒をかけるので、クロには煙たがられているが、そのメカ作りの腕は認められているようで武器の作成などを頼まれたりしている。そもそも自分をサイボーグに改造したということからも煙たがっているらしい。アニメでは度々その悪党な面が出たが、原作では気弱な中年へと弱体化していった。

## 略歴
元々アトランティス大学でロボット工学を学んでいたが、学費が払えず21歳で大学を退学になり、その上住居も追い出されてホームレス生活へと陥った。皆から「博士」と呼ばれているものの、学校を途中で辞めさせられたために実際に博士号は取っていない。
この頃すでに、自立思考を持つロボット「鉄人28剛」を開発している。この時期にミーくんと出会い、遺伝子改造犬パトラッシュとの対決を経て彼をサイボーグへと改造することに成功する。以降しばらく、野良猫を保護しつつ無害なホームレス生活を送っていたが、過激な動物保護論者などからの苛烈な批判・糾弾にさらされ、次第にホームレスとして生活することさえも立ち行かなくなる。
このように強者から理不尽に虐げられてきたことでやがて考え方が歪み、「世界に存在する“壁”をすべて破壊する」という思想のもとに、世界征服を目論むようになり、北海道某所に研究所を独力で設立し、野良猫を改造した戦闘サイボーグ軍団「ニャンニャンアーミー」を従えて武力の増備に励む。
本編開始時にクロを改造したのはこの段階で、彼曰く「前々から目をつけていた」という逸材であるクロをサイボーグに改造することに成功したものの、制御装置を自力で外してしまった彼によって研究所が壊滅し、増備した武力を大きく損耗することになる。
以降、やることなすことをクロによってことごとく潰され、ニャンニャンアーミーのほとんどを失い、ついには彼のもとに残ったのはミーくん一人のみとなる。その後は住居を、不法投棄された電化製品などが山のように積まれているゴミの島に移し、クロへのいたずらや、時には市民への協力を目的として、様々なロボットやメカを作りながら生活する。
やがて、協力関係になっていき、世界征服の夢はすっかり捨て去ってしまった。後に自ら、「他者との“壁”の存在などに最初から影響されないまま気ままに生きるクロの姿に感化されたのではないか」と回顧している。

## 発明品
ここでは、ドクター剛として作った発明品を列挙していく。
悪魔のチップ
ミーくんの合体装置。背部から無数のアームを出せるようになり、色々なものと合体することが出来る。当初は機能を追加するための装置のようにも描かれていたが、このチップにミーくんの思考が宿っている様子もある。
NIKU Q マックス
クロ用にあつらえたスーパースニーカー。水上をホバーすることが出来、100mまでジャンプできる。
対悪魔用マシン
悪魔に取り付かれたミーくんから悪魔だけを取り出すために作った機械。霊的エネルギーのみを吸収することが出来る。ただし、吸引した対象は焼け焦げてしまう。また、このエネルギー＝魂は、一度出し入れするとそこに固定されてしまう。ストックできる魂は一つ。剛くんの武器（正確には武器ではないが）としてうちまくり、フィギュアでは商品化された。
クロから「ロボダッチに似ている」と評された。
携帯小型燃料
アニメで登場。一滴だけで炎をよく燃やすことが出来る。クロが丸ごといれてしまったため、物凄い火力を生み出した。

## 性格
基本的には「マッドサイエンティスト」で「悪党」じみているが、本来は、極貧かつ空腹の時でもミーくんをはじめ瀕死のネコを助けたり、炎で焼かれた自分の家に飛び込んで、面倒を見ていた野良猫を助け出すなど、優しい性格の持ち主であった。悪党としての非道な性格は、序盤のわずかな期間に見られたのみで、基本的に、常識はなくとも良心は持ち合わせている。
初期の頃は平気で動物を傷つけていたが、次第に傷つけなくなっていき動物実験を行った際にも「気は進まない」と語っており、動物を傷つけることを嫌うようになっていた。

## バリエーション
武者剛くん
剛くんが稀に戦闘する際になる姿。だが基本的に意気込みを表しているだけで、まともに戦うことはない。上記は仮称で、正式な名前ではない（コミックス6巻の回想シーンでは復讐のためにこのスタイルとなったが、最後はミーくんに助けられることとなった）。
この姿になったのはミーくんがやられたときと、ホワイトウッズとの戦いの2回のみであり、戦闘力は皆無。その他にも、アサルトライフルなどの銃を武器として使うこともあり、アニメではロケットランチャーなどを使ったこともある。アニメでは再会した天童に、クロから借りたなんでも斬れる剣を向けたこともある。